# بروز عكسي
البروز العكسي هو أحد مكونات النظام التكنولوجي الذي يمنع النظام بأكمله من تحقيق أهدافه التنموية نظرًا لتطوره غير الكافي. َوقد صاغ المصطلح من قبل توماس بهيوز، في عمله على شبكات الكهرباء في المجتمع الغربي، 1880-1930.

## النظم التكنولوجية وتطورها
من الممكن أن تشير النظم التكنولوجية إلى بنية متداخلة هرمية من اجزاء تكنولوجية، وينظر للنظام على أنه تركيب من أنظمة فرعية مترابطة وهي تشتمل أيضا على أنظمة فرعية أخرى. يُنظر إلى النظام الشمولي وخصائصه على أنها توليفة خلال الأنظمة الفرعية التي تشكلها. وأيضا ينظر للأنظمة التكنولوجية كأنظمة اجتماعية التي تتضمن كلا من أنظمة فرعية تكنولوجية واجتماعية، مثل مخترعي التكنولوجيا ومستخدميها وكذلك الإشراف على الهيئات التنظيمية. في كلا المنظورين، ويُنسب إلى النظم التكنولوجية على أنها تسعى إلى تحقيق الأهداف، وبالتالي تتطور نحو الأهداف.
وقد افترض هيوز أن النظم التكنولوجية تمر عبر مراحل عديده معينة أثناء تطورها.و المرحلة الأولى منها هي الاختراع والتطوير، ويرجع الفضل إلى حد كبير لجهود المخترعين ورجال الأعمال، مثل توماس إديسون في تطوير النظام التكنولوجي الكهربائي. والمرحلة الثانية هي عصر الانتقال التكنولوجي من منطقة أو مجتمع إلى مناطق أخرى، على سبيل المثال مثلما نُشر نظام إديسون الكهربائي من مدينة نيويورك إلى لندن وبرلين. المرحلة الثالثة هي النمو والتوسع، ويتميز بجهود لتحسين أداء النظام، كما هو الحال في الكفاءة الناتجة. في هذه المرحلة، ويعتمد النظام على التطور المُرضي لأداء الجيد لجميع مكوناته 
ولذلك يعتمد تطوير النظم التكنولوجية على عمليات السبب والنتيجة المتبادلة والمترابطة بين المكونات الاجتماعية والتقنية. يُمكن وصفه بالتطور المشترك، والتطور المشترك المتوازن لمكونات النظام يحمل أهمية في إنشاء تقدم النظام المطلوب. وبالتالي، فإن النظام الفرعي الذي يتطور بسرعة كافية يساهم بشكل إيجابي في التنمية الجماعية، بينما واحد الذي لا يمنع النظام من تحقيق أهدافه المخططة.و يسمي هيوز هذه الأنظمة الفرعية الإشكالية بالبروز العكسي.

## البروز العكسي في تطور النظام التكنولوجي
البروز العكسي يصور النتوء الأمامي على طول ملف كائن أو خط معركة.
وبالتالي، فإن البروزات العكسية هي الإسقاطات العكسية على طول خطوط متشابهة ومتواصلة.
البروز العكسي يشير للنظام الفرعي الذي انحرف خلف حدود الأداء المتقدم للنظام بسبب افتقاره إلى الأداء الفعال. في المقابل، يعيق البروز العكسي التقدم أو يمنع تحقيق التطور المحتمل للنظام الجماعي. وتماشيا مع وجهة النظر الاجتماعية التقنية، يمكن أن تكون البروزات العكسية عناصر تقنية مثل محركات ومكثفات النظام الكهربائي، أو العناصر الاجتماعية مثل المُنظمات أو الوحدات الإنتاجية.
لأن البروز العكسي يعد تحديا من ضمن التطور النظامي، فبذلك فإن المزيد من تطور الانظمه يكمن في تعديل البروز العكسي، لأنه يحق التصحيح من خلال بعض الابتكارات الإضافية والجذرية. ويشير البروز العكسي إلى أداة التركيز، على حد تعبير ناثان روزنبرغ لذوي المصلحة في النظام التكنولوجي الذين يسعون جاهدا لإسترداده من خلال الابتكار. ومن الممكن أن البروز العكسي غير قابل للتعديل في نطاق النظام التكنولوجي الحالي من خلال بعض الابتكارات الإضافية.
وبالتالي، قد تكون هناك حاجة إلى ابتكارات جذرية لتصحيح البروز العكسي. ومع ذلك، يمكن أن تؤدي الابتكارات الجذرية إلى إنشاء أنظمة تكنولوجية جديدة ومختلفة، كما نشهد في ظهور النظام الحالي البديل الذي تغلب على مشكلة توزيع الكهرباء منخفضة التكلفة، والتي لم يستطع عليها النظام الحالي المباشر ناثان روزنبرغ.
وبعد ذلك، فإن الاتجاه العكسي يعد مفهوم مفيد من أجل تحليل تطوير النظام التكنولوجي، لأنه في الغالب ما يدورن النظم التكنولوجية حول العوامل التي تعد من تطوير النظام، وقد تكون هذه العوامل أكثر من المكونات التقنية وهي تعد مكونات اجتماعية. وفي وقت لاحق، قد يكون البروز العكسي أكثر قابلية للإشارة في سياقات معينة إلى عائق لأداء النظام من المفاهيم المتشابهة أو المتداخلة مثل نقطة الضعف والتوازن التكنولوجي أو عدم التوازن.
يشير البروز العكسي إلى حالة معقدة للغاية حيث يكون للأفراد والجماعات والقوى المادية والتأثيرات التاريخية والعوامل الأخرى لها قوى سببية وتميزية، والتي تلعب فيها الحوادث والاتجاهات دورًا.
وعلى العكس، يقترح مفهوم عدم التوازن تجريدًا مباشرًا نسبيًا للعلوم الفيزيائية. بالإضافة إلى ذلك، في حين أن مفاهيم البروز العكسي ونقطة الضعف تشتركان في أوجه التشابه وتم استخدامهما بالتبادل في سياقات معينة، غالبًا ما يشير البروز العكسي إلى النظام الفرعي الذي لا يحد فقط من أداء أو إخراج النظام الجماعي ولكن يتطلب أيضًا التصحيح بسبب تأثيرها المحدود. هذا ليس بالضرورة هو الحال مع نقاط الضعف، والتي هي أيضا متناظرة هندسيًا، وبالتالي لا تمثل تعقيد تطور النظام. على سبيل المثال، قد يتم اختراق أداء إخراج نظام معين بسبب النظام الفرعي لنقطة الضعف ولكنها لن تطلب التحسين إذا كان أداء الإخراج الحالي للنظام مُرضي. من ناحية أخرى، إذا تطلب مستوى أعلى من الأداء من نفس النظام، قد تظهر نقطة الضعف كبروز عكسي الذي يعوق النظام عن تحقيق ذلك الأداء العالي الناتج.
.

## أمثلة على البروز العكسي
تعد بعض الدراسات التي توضح الأنظمة التكنولوجية التي أعيقت من قبل البروز العكسي، وذلك بحسب العمل الأكثر أهمية في هذا المجال من الدراسة وهو المجال المتعلق بهيوز، الذي يقدم سردًا تاريخيًا طويلاً لتطوير النظام الكهربائي لاديسون. من أجل حفظ الكهرباء في منطقة محددة التوزيع، وتم تحديد الأنظمة الفرعية مثل مولد التيار المباشر كبروز عكسي وتعديله. ورغم ذلك، كان الحد الأكثر بروزًا لنظام التيار المباشر هو مسافة الإرسال ذات الجهد الضعيف، والتكلفة الناتجة عن توزيع الكهرباء خارج النطاق. لتقليل التكاليف الناتجه، وقدم إديسون نظامًا من ثلاثة أسلاك ليحل محل البديل المكون من سلكين مثبته مسبقًا وقوم بأجرئ تكوينًا مختلفًا لبعض للمولدات، بالإضافة إلى استخدام بطاريات التخزين. لكن هذه التعديلات لم تصحح البروز العكسي تمامًا. َوقد تم توفير الحل المُرضي للمشكلة في نهاية المطاف من خلال الابتكار الجذري للنظام الحالي البديل.
في حين أن العديد من الدراسات توضح الأنظمة التكنولوجية التي أعاقها البروز العكسي، العمل الأكثر أهمية في هذا المجال من الدراسة هو المتعلق بهيوز، الذي يقدم سردًا تاريخيًا لتطور نظام إديسون الكهربائي الحالي. من أجل توفير الكهرباء في منطقة محددة من التوزيع، تم تحديد الأنظمة الفرعية مثل مولد التيار المباشر كبروز عكسي وتصحيحه. ومع ذلك، كان الحد الأكثر بروزًا لنظام التيار المباشر هو مسافة الإرسال ذات الجهد المنخفض، والتكلفة الناتجة عن توزيع الكهرباء خارج نطاق معين. لتقليل التكاليف، قدم إديسون نظامًا من ثلاثة أسلاك ليحل محل البديل المكون من سلكين المثبت مسبقًا ويختبر تكوينًا مختلفًا للمولدات، بالإضافة إلى استخدام بطاريات التخزين. لكن هذه التحسينات لم تصحح البروز العكسي تمامًا. تم توفير الحل المُرضي للمشكلة في نهاية المطاف من خلال الابتكار الجذري للنظام الحالي البدي 
منذ بداية عمل هيوز الأساسي، قدم مؤلفون آخرون أيضًا أمثلة على البروز العكسي في أنظمة تكنولوجية مختلفة. في التطور التكنولوجي للصواريخ البالستية، حيث كان الهدف النظامي هو زيادة دقة الصواريخ، حدد ماكينزي النظام الفرعي للجيروسكوب باعتباره بروز عكسي تقني. جادل كلا من تاكيشي ولي أن مؤسسات إدارة حقوق الطبع والنشر للموسيقى قد عملت كعنصر اجتماعي عكسي في تطور نظام تكنولوجيا الموسيقى المحمولة في اليابان وكوريا، حيث كان الهدف هو نشر الموسيقى المحمولة في جميع أنحاء السوق المستعمل. وعلاوة على ذلك، يرى كلا من مولدر ونوت أن تطوير نظام تكنولوجيا البلاستيك PVC (البولي فينيل كلوريد) قد تم إعاقته بشكل تسلسلي من قبل العديد من الحالات البارزة العكسية، بما في ذلك: صعوبة معالجة مواد PVC، وجودة المنتجات المصنعة، والاهتمامات الصحية للأفراد المعرضين للنفايات السائلة من مرافق تصنيع PVC، وأخيرًا الطبيعة المسببة للسرطان لكلوريد الفينيل.
MacKenzie ، 

## القياس التحليلي للبروز العكسي
يشير حجم البروز العكسي كأستاذه إعلامية في دراسه النظم التكنولوجية لأنه لا يشي إلى التفاوت التكنولوجي وحسب انما بين الأنظمة الفرعية ولكن أيضًا بحسب مستوى الأداء المحدود للنظام بشكل عام .و على الرغم من أهميته ذلك، فقد ظلت الأدبيات التي تُدرس تطور النظام التكنولوجي محدودة في مصطلحات أدوات التحليل التي تقيس حالة البروز العكسي. وقد اقترح كلا من ديدهيير وماكينن بمقياس فجوة الأداء المطلق من حيث البروز العكسي. ويقوم هذا المقياس بتقييم فرق الأداء التكنولوجي بين النظام الفرعي البارز (أي النظام الفرعي المتقدم) والنظام الفرعي للبروز العكسي في وقت معين. وفي المقابل، وَمن خلال تقييم سلسلة من فروق الأداء من حين إلى آخر، قد يساعد مقياس فجوة الأداء على عكس ديناميكيات التغيير في النظام التكنولوجي المتطور من خلال تغيير حجم البروز العكسي.
تبعاً لتوماس هيوز، فيعرف اسم «البروز العكسي» بأنه مقتبس من بارز فردان خلال معركة فردان، التي ادعى بها أستاذ التاريخ في كلية «البروز العكسي». ووصفه بأنه تضخيم متخلف في خط المقدمة للجبهة العسكرية. هذا بما يعرف بالبارز. وعلاوة على ذلك، فإن مصطلح «البروز عكسي» ليس مصطلحًا عسكريًا ليستخدم استخدام عام .